# Veliká Ves (district de Prague-Est)
Pour les articles homonymes, voir Veliká Ves.
Veliká Ves (en allemand : Großdorf) est une commune du district de Prague-Est, dans la région de Bohême-Centrale, en République tchèque. Sa population s'élevait à 382 habitants en 2020.

## Géographie
Veliká Ves se trouve à 3,5 km à l'est-nord-est d'Odolena Voda, à 4,5 km au sud-ouest de Neratovice, à 19 km à l'ouest-nord-ouest de Brandýs nad Labem-Stará Boleslav et à 17,5 km au nord-nord-est de Prague.
La commune est limitée par Neratovice au nord et à l'est, par Předboj au sud-est, par Panenské Břežany au sud, et par Odolena Voda et Úžice à l'ouest.

## Histoire
La première mention écrite de la localité date de 1271.

## Transports
Par la route, Veliká Ves se trouve à 4 km d'Odolena Voda, à 8,5 km de Neratovice, à 19 km de Brandýs nad Labem-Stará Boleslav et à 26 km du centre de Prague.